# James Miller (brat szkolny)
James Miller (ur. 21 września 1944 w Stevens Point, zm. 13 lutego 1982 w Huehuetenango) – amerykański brat szkolny, błogosławiony Kościoła katolickiego.

## Życiorys
Urodził się 21 września 1944 w miasteczku Stevens Point, w Wisconsin. Wstąpił do braci szkolnych w czasie nauki w szkole średniej w Winona, w sąsiednim stanie Minnesota. Otrzymał tytuł magistra filologii hiszpańskiej na Saint Mary's University of Minnesota. W 1969 został wysłany na misję do Nikaragui, gdzie uczył w szkołach podstawowych i średnich. Od stycznia 1981 przebywał w Gwatemali, w Huehuetenango, gdzie pracował w szkole dla tubylców. Zginął zastrzelony 13 lutego 1982. W 2009 rozpoczął się jego proces beatyfikacyjny. James Miller został beatyfikowany 7 grudnia 2019 roku. Papieża Franciszka na uroczystościach w Huehuetenango reprezentował kard. José Luis Lacunza z Panamy.